# 大季家街道
大季家街道，是中华人民共和国山東省烟台市福山区下辖的一个乡镇级行政单位。

## 行政区划
大季家街道下辖以下地区：
大季家社区、小季家社区、大苗家社区、小苗家社区、沙窝孙家社区、仲家社区、姜家社区、房家社区、大邹家社区、小邹家社区、巨峰社区、台上社区、张家社区、马家社区、张家庄社区、方里董家社区、方里刘家社区、方里庄子社区、树夼王家社区、树夼李家社区、树夼夏家社区、丈老沟社区、东范家社区、曲家社区、穆家社区、仵家社区、芦洋社区、大赵家社区、山后初家社区、山后李家社区、山后顾家社区和山后陈家社区。

## 人口
2010年中国第六次人口普查时，大季家街道共有人口32495人。共有家庭12372户，平均每户2.41人。14岁以下的少年儿童共3378人，占总人口10.39%；15-64岁人口共24856人，占总人口76.49%；65岁及以上的老年人共4261人，占总人口的13.11%。男性共计16094人，占总人口49.52%；女性共计16401，占总人口50.47%。本地居住的人口中，拥有本地户籍的人口为27521人，占84.69%。